# 韩邦彦
韩邦彦（1931年1月—），男，回族，四川成都人，中华人民共和国政治人物，曾任四川省人民政府副省长，四川省政协副主席。